# Dave Mason & Cass Elliot
Dave Mason & Cass Elliot è un album di Cass Elliot e Dave Mason, pubblicato dalla Blue Thumb Records nel febbraio del 1971. 

## Tracce
Lato A
1. Walk to the Point – 4:00 (Dave Mason)
2. On and On – 3:35 (Ned Doheny)
3. To Be Free – 3:34 (Dave Mason)
4. Here We Go Again – 2:49 (Bryan Garo, Cass Elliot)
5. Pleasing You – 3:02 (M. Juster, Dave Mason)

Lato B
1. Sit and Wonder – 3:30 (Dave Mason)
2. Something to Make You Happy – 2:15 (Cass Elliot, Dave Mason)
3. Too Much Truth, Too Much Love – 3:49 (Dave Mason)
4. Next to You – 2:31 (Bryan Garo)
5. Glittering Facade – 4:45 (Dave Mason)

## Musicisti
- Dave Mason - chitarra, voce
- Cass Elliot - voce, accompagnamento vocale
- Paul Harris - tastiere, strumenti a corda
- Bryan Garo - basso
- Russ Kunkel - batteria[4][5]